# Nachal Dana
Nachal Dana (hebrejsky: נחל דנה) je vádí v severním Izraeli, na pomezí Dolní Galileji a údolí řeky Jordán.
Začíná v nadmořské výšce okolo 200 metrů na severním okraji náhorní planiny Ramat Kochav, která je řídce osídlenou náhorní plošinou, jejíž odlesněná vrcholová partie je zemědělsky využívána. Jde o nejzazší výběžek Dolní Galileje, který na severní, východní i jižní straně prudce spadá do příkopové propadliny v povodí řeky Jordán. Pouze na západní straně plynule přechází do planiny Ramot Isachar. Vádí směřuje k severozápadu, míjí areál zaniklé arabské vesnice Danna, jež tu stávala do roku 1948 a která uchovává stopy po starším židovském osídlení. Dochovala se tu stavba muslimské hrobky. Pak se vádí stáčí k severu, zařezává se rychle do bezlesých svahů a zprava ústí do vádí Nachal Chamud.